# Гайоле ин Кианти
Гайо̀ле ин Киа̀нти (на италиански: Gaiole in Chianti) е малко градче и община в централна Италия, провинция Сиена, регион Тоскана. Разположено е на 360 m надморска височина. Населението на общината е 2769 души (към 2010 г.).